# Journal of the Chemical Society
Journal of the Chemical Society je bio naučni časopis koji je osnovalo Kraljevsko hemijsko društvo 1849. godine pod imenom Quarterly Journal of the Chemical Society. Časopis je nekoliko puta preimenovan, podeljen, i spojen tokom svoje istorije. Godine 1980, Hemijsko društvo je spojeno sa nekoliko drugih organizacija u Royal Society of Chemistry. Naslednici ovog časopisa su Chemical Communications, Dalton Transactions, Faraday Transactions, i Perkin Transactions, koje objavljuje Kraljevsko hemijsko društvo.